# Xysticus maculiger
Xysticus maculiger is een spinnensoort uit de familie van de krabspinnen (Thomisidae).
De wetenschappelijke naam van de soort werd in 1951 gepubliceerd door Carl Friedrich Roewer.